# 查理·賀夫
查理·奧利佛·賀夫（英語：Charles Oliver Hough，/ˈhʌf/，1948年1月5日—），為美國職棒大聯盟的投手，生涯曾效力過道奇、遊騎兵、白襪與馬林魚等隊。他是著名的蝴蝶球投手。

## 職業生涯
1966年大聯盟選秀，賀夫在第8輪被道奇隊選走。

### 洛杉磯道奇
1970年，賀夫登上大聯盟。他一直到1973年才站穩牛棚要角之一。1977年世界大賽第6場，賀夫被瑞吉·傑克森敲出單場第3轟。

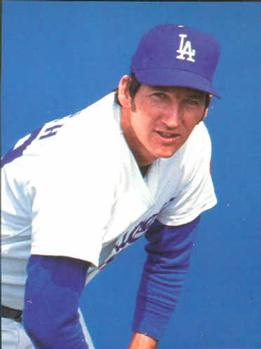
效力於道奇的賀夫

### 德州遊騎兵
賀夫之後轉型成為先發投手，並來到遊騎兵。1986年，他入選生涯唯一一次明星賽。他在遊騎兵的勝投、敗投、三振和完投數都是隊史第一。1984年，賀夫投出美聯最多的17場完投。但美中不足的是他那季最後一場完投正好遇上麥克·威特的完全比賽。
1987年，賀夫和Geno Petralli擔任投捕搭檔。但是Petralli對於蝴蝶球的掌握能力很差，他還在單局發生四次捕逸。這項紀錄一直到2013年被紅襪隊捕手Ryan Lavarnway追平。

### 芝加哥白襪
1991年，43歲的賀夫加盟白襪。他在那裡還和另一名43歲的未來名人堂球星卡爾頓·費斯克成為隊友。

### 佛羅里達馬林魚
1993年，大聯盟進行擴編，馬林魚隊成立。賀夫也成為隊史首位在開幕戰擔任先發的投手。1994年，46歲的賀夫宣布退休。他也是1940年代出生的大聯盟選手當中，最後一位退休的人。

## 生涯投球數據
| 勝投 | 敗投 | 防禦率 | 出賽場次 | 先發 | 完投 | 完封 | 投球局數 | 安打 | 失分 | 自責分 | 全壘打 | 保送 | 三振 | 暴投 | 觸身球 |
| ---- | ---- | ------ | -------- | ---- | ---- | ---- | -------- | ---- | ---- | ------ | ------ | ---- | ---- | ---- | ------ |
| 216  | 216  | 3.75   | 858      | 440  | 107  | 13   | 3801.1   | 3283 | 1807 | 1582   | 383    | 1665 | 2362 | 179  | 174    |

## 外部連結
- 球員資訊和成績在MLB，ESPN，Baseball-Reference，Fangraphs（英文）
- 查理·賀夫在台灣棒球維基館上的頁面（繁體中文）